# Communauté de communes Haute Sarthe Alpes Mancelles
La communauté de communes Haute Sarthe Alpes Mancelles est une communauté de communes française située dans le département de la Sarthe et la région Pays de la Loire.

## Historique
La communauté de communes est créée au 1er janvier 2017. Elle est formée par la fusion  des communautés de communes du Pays Belmontais, des Alpes Mancelles et des Portes du Maine Normand.
Le 1er janvier 2019, Coulombiers, Fresnay-sur-Sarthe (commune déléguée) et Saint-Germain-sur-Sarthe fusionnent pour constituer la commune nouvelle de Fresnay-sur-Sarthe.

## Territoire communautaire

### Géographie
Située au nord-ouest  du département de la Sarthe, la communauté de communes Haute Sarthe Alpes Mancelles regroupe 38 communes et présente une superficie de 489,3 km2.

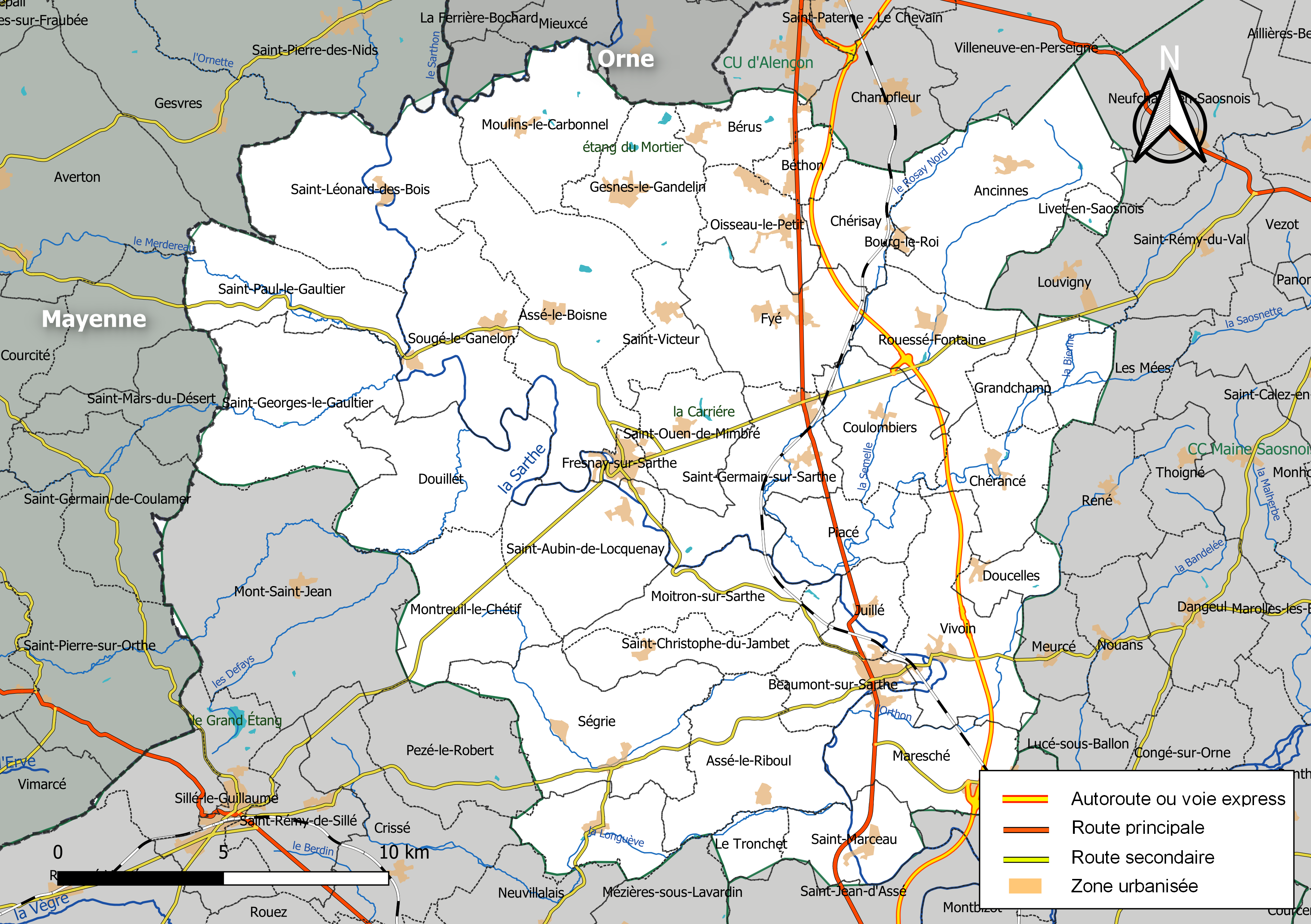
Carte de la communauté de communes Haute Sarthe Alpes Mancelles au 1er janvier 2019.

### Composition

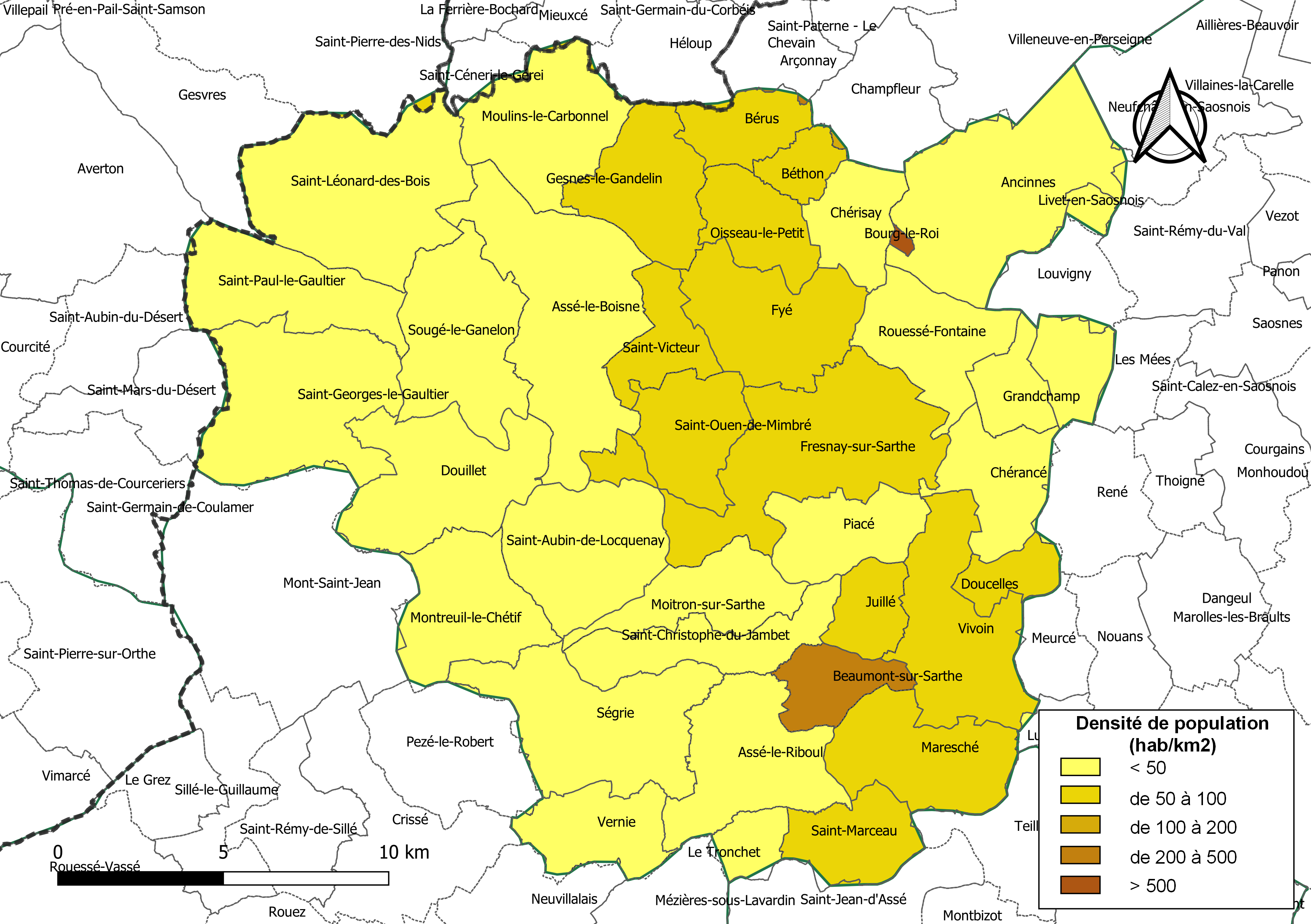
Carte des densités de population (millésimée 2016) des communes de la communauté de communes Haute Sarthe Alpes Mancelles. Composition en communes au 1er janvier 2019.

La communauté de communes est composée des 38 communes suivantes :

| Nom                        | Code Insee | Gentilé              | Superficie (km2) | Population (dernière pop. légale) | Densité (hab./km2) |
| -------------------------- | ---------- | -------------------- | ---------------- | --------------------------------- | ------------------ |
| Fresnay-sur-Sarthe (siège) | 72138      | Fresnois             | 29,2             | 2 909 (2022)                      | 100                |
| Ancinnes                   | 72005      | Ancinnois            | 27,21            | 917 (2022)                        | 34                 |
| Assé-le-Boisne             | 72011      | Asséboliens          | 28,39            | 898 (2022)                        | 32                 |
| Assé-le-Riboul             | 72012      | Asséens              | 16,77            | 478 (2022)                        | 29                 |
| Beaumont-sur-Sarthe        | 72029      | Belmontais           | 6,64             | 1 974 (2022)                      | 297                |
| Bérus                      | 72034      | Bérusiens            | 6,73             | 434 (2022)                        | 64                 |
| Béthon                     | 72036      | Béthunéens           | 3,85             | 306 (2022)                        | 79                 |
| Bourg-le-Roi               | 72043      | Régis-Borgiens       | 0,36             | 335 (2022)                        | 931                |
| Chérancé                   | 72078      | Chérancéen           | 10,38            | 353 (2022)                        | 34                 |
| Chérisay                   | 72079      |                      | 7,99             | 308 (2022)                        | 39                 |
| Doucelles                  | 72120      | Doucellois           | 4,48             | 225 (2022)                        | 50                 |
| Douillet                   | 72121      |                      | 18,99            | 318 (2022)                        | 17                 |
| Fyé                        | 72139      | Flacuméens           | 16,31            | 995 (2022)                        | 61                 |
| Gesnes-le-Gandelin         | 72141      | Gesnois              | 12,88            | 889 (2022)                        | 69                 |
| Grandchamp                 | 72142      | Grandchampenois      | 5,38             | 141 (2022)                        | 26                 |
| Juillé                     | 72152      | Juilléens            | 5,72             | 412 (2022)                        | 72                 |
| Livet-en-Saosnois          | 72164      | Livetains            | 1,6              | 65 (2022)                         | 41                 |
| Maresché                   | 72186      | Mareschéens          | 15,01            | 879 (2022)                        | 59                 |
| Moitron-sur-Sarthe         | 72199      | Moitronnais          | 10,32            | 266 (2022)                        | 26                 |
| Montreuil-le-Chétif        | 72209      | Montreuillais        | 14,64            | 313 (2022)                        | 21                 |
| Moulins-le-Carbonnel       | 72212      | Moulinois            | 16,31            | 697 (2022)                        | 43                 |
| Oisseau-le-Petit           | 72225      | Oxellois             | 8,6              | 671 (2022)                        | 78                 |
| Piacé                      | 72235      | Piacéens             | 10,12            | 373 (2022)                        | 37                 |
| Rouessé-Fontaine           | 72254      | Rousséens            | 12,48            | 263 (2022)                        | 21                 |
| Saint-Aubin-de-Locquenay   | 72266      | Saint-Aubinois       | 17,31            | 764 (2022)                        | 44                 |
| Saint-Christophe-du-Jambet | 72273      | Saint-Christophorais | 11,24            | 231 (2022)                        | 21                 |
| Saint-Georges-le-Gaultier  | 72282      | Saint-Georgiens      | 23,36            | 519 (2022)                        | 22                 |
| Saint-Léonard-des-Bois     | 72294      | Saint-Léonardais     | 27,12            | 474 (2022)                        | 17                 |
| Saint-Marceau              | 72297      | Marcelins            | 8,91             | 536 (2022)                        | 60                 |
| Saint-Ouen-de-Mimbré       | 72305      | Avoisiens            | 10,63            | 914 (2022)                        | 86                 |
| Saint-Paul-le-Gaultier     | 72309      | Saint-Paulois        | 15,15            | 276 (2022)                        | 18                 |
| Saint-Victeur              | 72323      | Saint-Victoriens     | 7,06             | 438 (2022)                        | 62                 |
| Ségrie                     | 72332      | Ségriens             | 21,99            | 599 (2022)                        | 27                 |
| Sougé-le-Ganelon           | 72337      | Sougéens             | 18,11            | 832 (2022)                        | 46                 |
| Thoiré-sous-Contensor      | 72355      | Thoréens             | 5,99             | 119 (2022)                        | 20                 |
| Le Tronchet                | 72362      | Tronchetois          | 3,89             | 169 (2022)                        | 43                 |
| Vernie                     | 72370      | Vernissois           | 9,9              | 339 (2022)                        | 34                 |
| Vivoin                     | 72380      | Vivoinais            | 18,26            | 899 (2022)                        | 49                 |

### Démographie
| 1968   | 1975   | 1982   | 1990   | 1999   | 2009   | 2014   | 2020   |
| ------ | ------ | ------ | ------ | ------ | ------ | ------ | ------ |
| 21 987 | 21 472 | 21 189 | 20 318 | 20 877 | 23 122 | 23 236 | 22 652 |

## Administration

### Siège
Le siège de la communauté de communes est situé à Fresnay-sur-Sarthe.

### Les élus
Le conseil communautaire de la communauté de communes se compose de 56 conseillers représentant chacune des communes membres et élus pour une durée de six ans.
Ils sont répartis comme suit :
| Nombre de délégués | Communes |
| ------------------ | --- |
| 7                  | Fresnay-sur-Sarthe                                                                                          |
| 5                  | Beaumont-sur-Sarthe                                                                                         |
| 2                  | Ancinnes, Assé-le-Boisne, Fyé, Gesnes-le-Gandelin, Maresché, Saint-Ouen-de-Mimbré, Sougé-le-Ganelon, Vivoin |
| 1 (+ 1 suppléant)  | les 28 autres communes                                                                                      |

### Présidence
| Période      | Période                       | Identité        | Étiquette | Qualité                         |
| ------------ | ----------------------------- | --------------- | --------- | ------------------------------- |
| janvier 2017 | En cours (au 16 juillet 2020) | Philippe Martin |           | Maire de Bourg-le-Roi (2001 → ) |

### Régime fiscal et budget
Le régime fiscal de la communauté de communes est la fiscalité professionnelle unique (FPU).